# Nokia 7390
Il Nokia 7390 è il telefono cellulare di punta della serie L'Amour Collection della Nokia, di cui fanno parte il Nokia 7373 e il Nokia 7360. È stato commercializzato alla fine del 2006, e negli Stati Uniti all'inizio del 2007. Una delle funzioni utili  del telefono cellulare è la capacità di riprodurre musica o scattare le foto senza aprirlo. La fotocamera ha una risoluzione massima di 3.0 megapixel, ha anche una seconda videocamera per videochiamate e autoritratti. La musica supportata è di tipo: MP3, AAC, eAAC +, e WMA.
È commercializzato in tre colori: rosa-bianco, bronzo-nero e una serie limitata nero-argento.

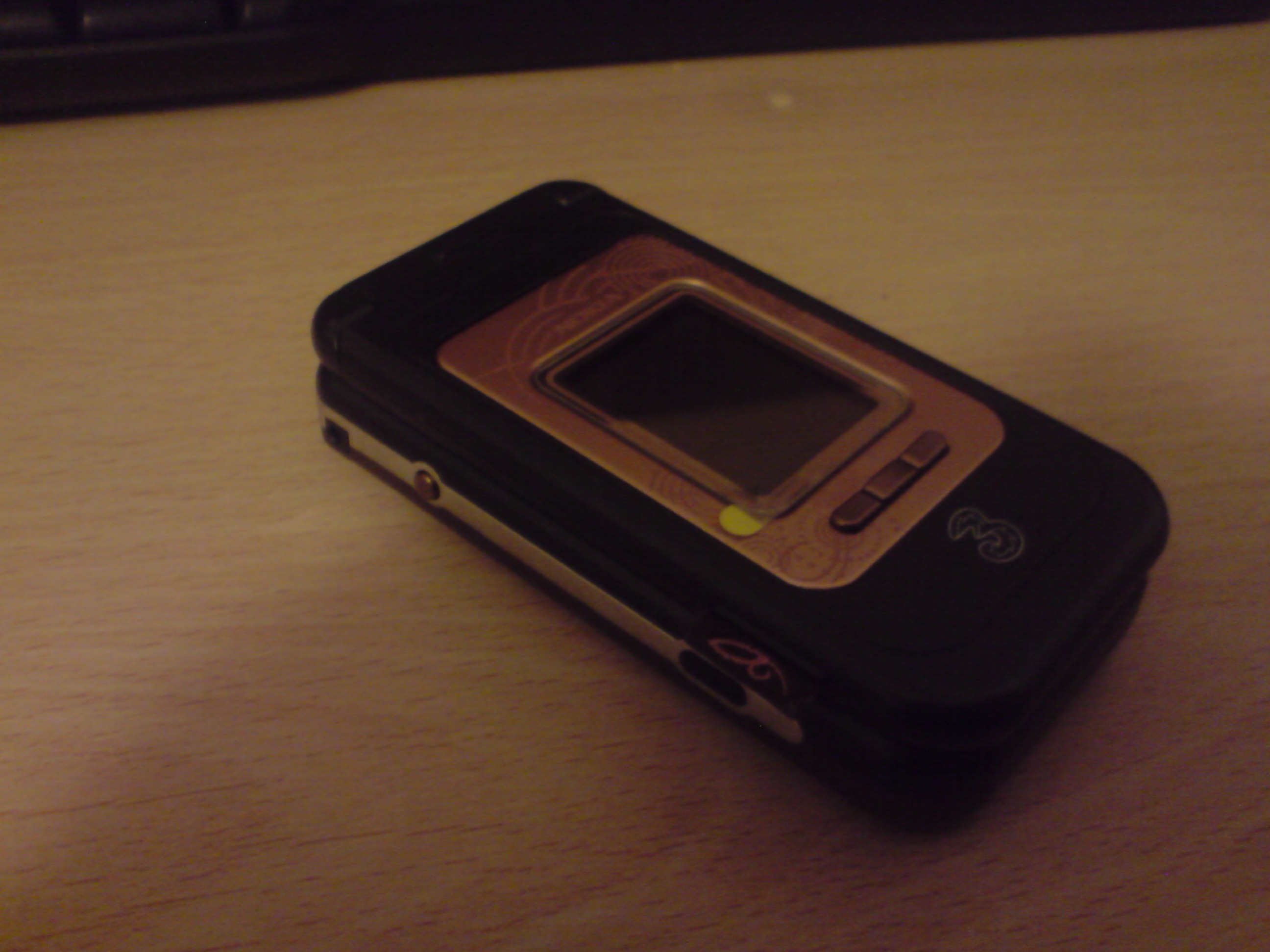
Il 7390 chiuso.

## Specifiche tecniche
- massa: 115 g.
- Dimensioni: 90 x 47 x 19 mm (Lug. X Larg. X Alt.)
- Risoluzione display interno: 320 x 240 pixel a 16 milioni di colori
- Risoluzione display esterno: 160 x 128 pixela 262.000 colori.
- Tri-Band GSM radio (900 MHz, 1800 MHz, 1900 MHz) e WCDMA (2100 MHz)
- Usa l'interfaccia della Serie 40 nuova versione